# کنث تسانگ

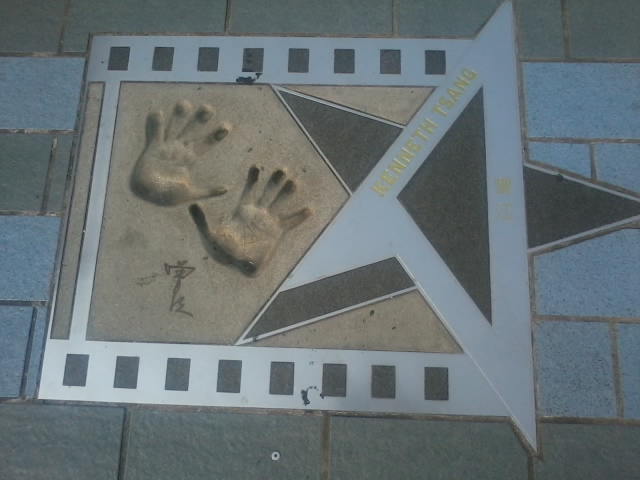
ستارهٔ کنث تسانگ در پیاده‌روی ستارگان، هنگ کنگ

کنث تسانگ (انگلیسی: Kenneth Tsang؛ زادهٔ ۲ سپتامبر ۱۹۳۵ – ۲۷ آوریل ۲۰۲۲) بازیگر اهل هنگ کنگ بود.
از فیلم‌ها یا برنامه‌های تلویزیونی که وی در آن نقش داشته‌است، می‌توان به خاطرات یک گیشا، فردایی بهتر، دادگاه توکیو، جدا نشدنی، مشت بیدارشده و ساعت شلوغی ۲ اشاره کرد.